# Edmundo Sosa
Edmundo Israel Sosa (nacido el 6 de marzo de 1996) es un campocorto de béisbol profesional panameño de los Filis de Filadelfia de la Major League Baseball. Hizo su debut en la MLB con los St. Louis Cardinals en el 2018.

## Carrera

### St. Louis Cardinals

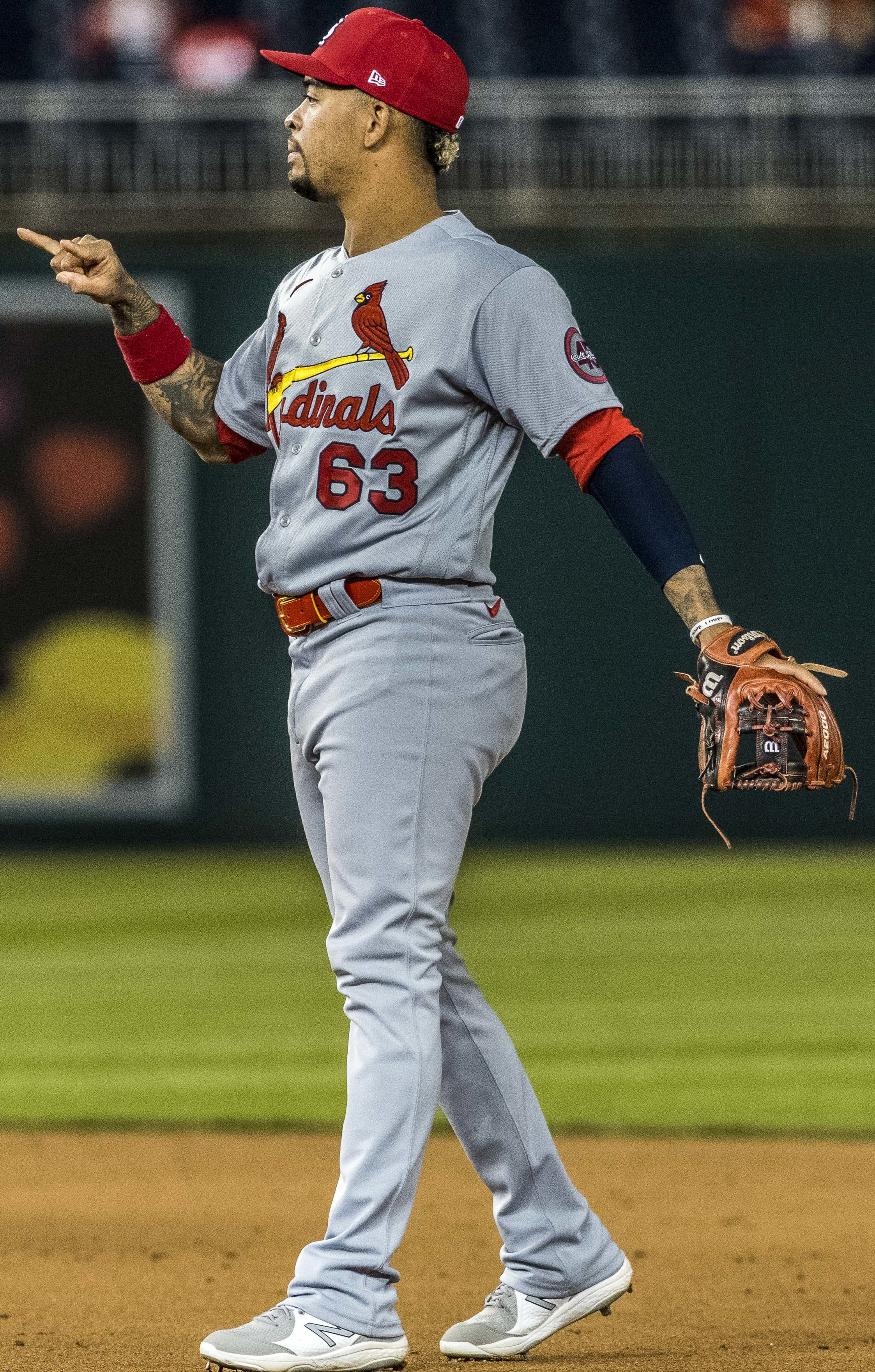
Sosa con los Cardenales en 2021

Sosa firmó con los St. Louis Cardinals como agente libre internacional en julio de 2012. Hizo su debut profesional en 2013 con los Cardinals de la Liga Dominicana de Verano y pasó toda la temporada allí, bateando .314 con tres jonrones y 27 carreras impulsadas en 47 juegos. Jugó tanto para los Gulf Coast Cardinals como para los State College Spikes en 2014, bateando un promedio combinado de .274 con un jonrón y 23 carreras impulsadas en 55 juegos en total entre ambos equipos, y jugó con los Johnson City Cardinals en 2015, recortando .300/. .369/.485 con siete jonrones y 16 carreras impulsadas en 49 juegos.  Sosa pasó 2016 tanto con los Peoria Chiefs, con quienes fue nombrado All-Star de la Liga del Medio Oeste,  como con los Palm Beach Cardinals, y terminó el 2016 bateando un promedio combinado de .270 con tres jonrones y 34 carreras impulsadas en 97 juegos en total. entre ambos equipos.  Los Cardinals lo agregaron a su lista de 40 hombres después de la temporada.  La temporada 2017 de Sosa estuvo limitada por lesión; Jugó sólo en 58 juegos, registrando un promedio de bateo de .288 con un jonrón y 16 carreras impulsadas. Después de la temporada, los Cardinals asignaron a Sosa a los Surprise Saguaros de la Arizona Fall League (AFL).  Sosa apareció en 17 juegos en total en la AFL, bateando .305 con siete carreras impulsadas, junto con un OPS de .715. Comenzó el 2018 con los Springfield Cardinals antes de ser ascendido a los Memphis Redbirds . En 123 juegos entre los dos clubes, bateó .270 con 12 jonrones y 59 carreras impulsadas. Sosa ascendió a las ligas mayores el 23 de septiembre de 2018,y debutó esa noche. En 2019, comenzó el año con Memphis y St. Louis lo llamó por primera vez el 16 de julio El 4 de agosto de 2020 se anunció que Sosa había dado positivo por COVID-19, y posteriormente fue colocado en la lista de lesionados.En 2021, Sosa entró en el roster del Día Inaugural. Recibió tiempo de juego limitado hasta que asumió el cargo de campocorto después de que Paul DeJong fuera colocado en la lista de lesionados a mediados de mayo. El 4 de junio de 2021, Sosa conectó el primer jonrón de su carrera, un jonrón solitario ante el abridor de los Rojos de Cincinnati, Luis Castillo. Para la temporada 2021, Sosa realizó 288 turnos al bate en 113 juegos, bateando .271/.346/.389 con seis jonrones y 27 carreras impulsadas.

### Philadelphia Phillies

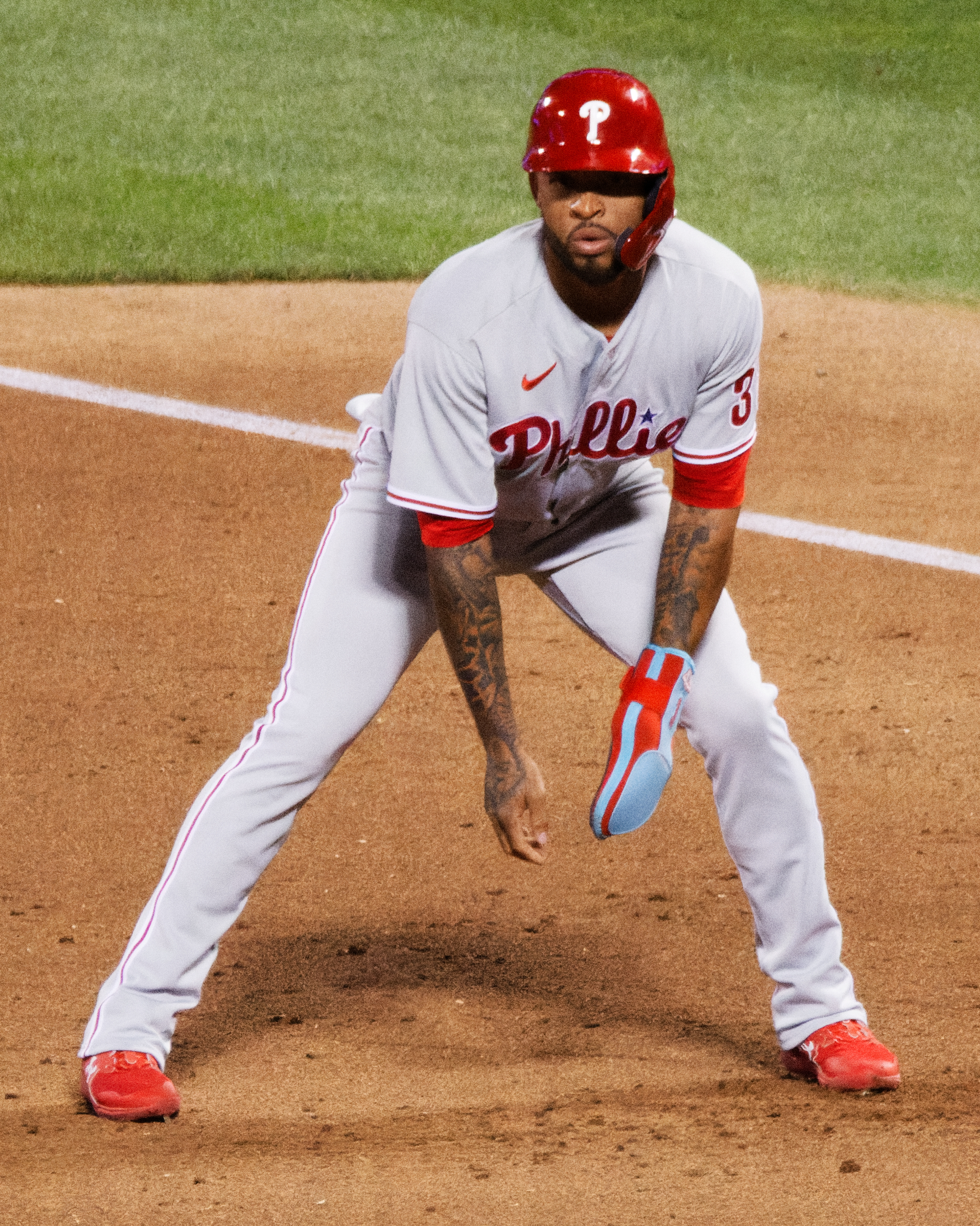
Sosa con los Filis en 2022

El 30 de julio de 2022, los Cardenales cambiaron a Sosa a los Filis de Filadelfia a cambio de JoJo Romero.En la temporada regular de 2022, con los dos equipos combinados bateó .227/.275/.369 en 176 turnos al bate, con dos jonrones y seis robos en siete intentos. Jugó 42 partidos como campocorto y 22 partidos en tercera base.En la novena entrada del primer juego de la Serie de Comodines de la Liga Nacional 2022, entre los Filis y los Cardenales, Sosa anotó una carrera segura crucial en la parte alta de la novena entrada. Los Filis ganaron el juego por marcador de 6-3. En el segundo juego, con su equipo arriba 2-0, Sosa atrapó un elevado del bate de Tommy Edman en territorio foul para registrar el out final del juego y asegurar la victoria de la serie para los Filis.El 13 de enero de 2023, Sosa acordó un contrato de un año y $ 950 mil con los Filis, evitando el arbitraje salarial.

## Selección nacional
En 2016, Sosa jugó para la selección nacional de béisbol de Panamá en las eliminatorias del Clásico Mundial de Béisbol 2017.